# Мора-да-Серра
Мора-да-Серра (порт. Moura da Serra)  —  район (фрегезия) в Португалии,  входит в округ Коимбра. Является составной частью муниципалитета  Арганил. По старому административному делению входил в провинцию Бейра-Литорал. Входит в экономико-статистический  субрегион Пиньял-Интериор-Норте, который входит в Центральный регион. Население составляет 168 человек на 2001 год. Занимает площадь 11,95 км².